# 橋本義隆
橋本 義隆（はしもと よしたか、1979年12月6日 - ）は、岡山県和気郡日生町（現：備前市）出身の元プロ野球選手（投手）。右投右打。

## 経歴

### プロ入り前
岡山県和気郡日生町（現：備前市）出身。中央大学時代は読売ジャイアンツの阿部慎之助とバッテリーを組んでいた。2年秋から1部。東都大学1部リーグ通算3勝9敗、2部通算1試合勝敗なし。大学卒業後は社会人野球のホンダに所属し、角度のある140km/h台中後半のストレートとスライダー、フォーク、チェンジアップなど多彩な変化球を織り交ぜた投球を武器に、2004年の第75回都市対抗野球大会での準優勝に貢献、敢闘賞にあたる「久慈賞」を受賞した。同年のドラフト会議で北海道日本ハムファイターズから3巡目で指名を受け、入団。背番号は33。

### 日本ハム時代
即戦力として期待の掛かった2005年は中継ぎとして20試合に登板。翌2006年には先発に転向し4勝（2敗）をマーク、8月8日のソフトバンク戦では無四球完封勝利を飾った。 
2008年に藤井秀悟、坂元弥太郎、三木肇との交換トレードで、川島慶三、押本健彦と共に東京ヤクルトスワローズへ移籍。背番号は35。

### ヤクルト時代

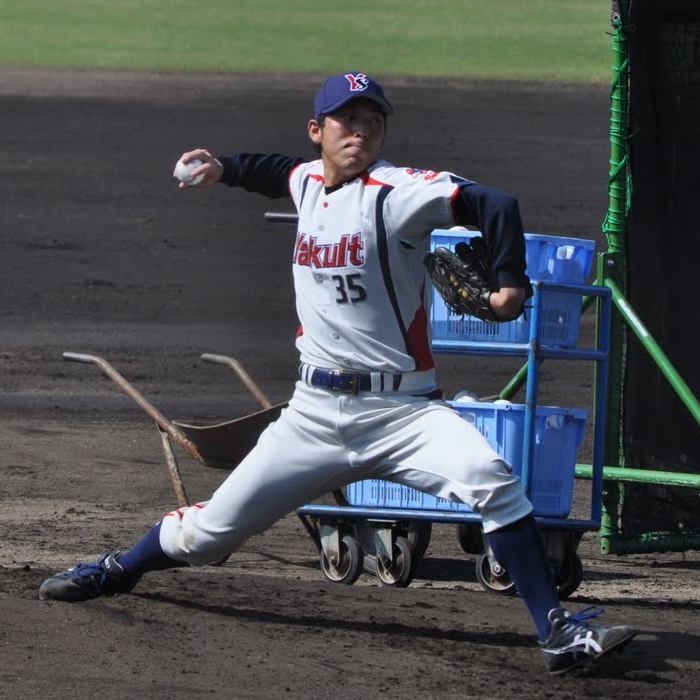
ヤクルト時代
（2011年、浦添市民球場にて）

移籍1年目の2008年はプロ入り後初めて1軍登板なしに終わり、ファームでも安定した成績を残すことができなかった。2009年は開幕を2軍で迎えたが、シーズン中盤に昇格して以降は主に敗戦処理やロングリリーフとして13試合に登板し勝ち負けなし、防御率は1.35だった。なお2009年に喫した自責点3点は全てホームランによる自責点であった。
2010年は4月3日の横浜ベイスターズ戦で4年ぶりの勝ち星を挙げたが、投球内容が悪かったため翌日登録抹消となる。結局18試合の登板に留まり、防御率5.68と結果を残すことは出来なかった。
2011年も17試合の登板に留まった。オフの12月12日に楠城祐介との交換トレードで東北楽天ゴールデンイーグルスに移籍することが発表された。

### 楽天時代
2013年、10月4日に球団より戦力外通告を受け、現役を引退。

## 詳細情報

### 年度別投手成績
| 年 度     | 球 団     | 登 板 | 先 発 | 完 投 | 完 封 | 無 四 球 | 勝 利 | 敗 戦 | セ 丨 ブ | ホ 丨 ル ド | 勝 率 | 打 者 | 投 球 回 | 被 安 打 | 被 本 塁 打 | 与 四 球 | 敬 遠 | 与 死 球 | 奪 三 振 | 暴 投 | ボ 丨 ク | 失 点 | 自 責 点 | 防 御 率 | W H I P |
| --------- | --------- | ----- | ----- | ----- | ----- | -------- | ----- | ----- | -------- | ----------- | ----- | ----- | -------- | -------- | ----------- | -------- | ----- | -------- | -------- | ----- | -------- | ----- | -------- | -------- | ------- |
| 2005      | 日本ハム  | 20    | 0     | 0     | 0     | 0        | 0     | 2     | 0        | 1           | .000  | 94    | 21.0     | 21       | 3           | 10       | 0     | 1        | 14       | 2     | 0        | 12    | 9        | 3.86     | 1.48    |
| 2006      | 日本ハム  | 17    | 12    | 1     | 1     | 1        | 4     | 2     | 0        | 1           | .667  | 315   | 73.0     | 89       | 8           | 12       | 1     | 3        | 30       | 0     | 0        | 30    | 27       | 3.33     | 1.38    |
| 2007      | 日本ハム  | 5     | 0     | 0     | 0     | 0        | 0     | 0     | 0        | 0           | ----  | 34    | 8.0      | 7        | 0           | 3        | 0     | 0        | 4        | 0     | 0        | 3     | 3        | 3.38     | 1.25    |
| 2009      | ヤクルト  | 13    | 0     | 0     | 0     | 0        | 0     | 0     | 0        | 0           | ----  | 76    | 20.0     | 12       | 3           | 6        | 1     | 0        | 12       | 0     | 0        | 6     | 3        | 1.35     | 0.90    |
| 2010      | ヤクルト  | 18    | 0     | 0     | 0     | 0        | 1     | 0     | 0        | 0           | 1.000 | 92    | 19.0     | 30       | 2           | 6        | 0     | 1        | 14       | 0     | 1        | 16    | 12       | 5.68     | 1.89    |
| 2011      | ヤクルト  | 17    | 0     | 0     | 0     | 0        | 0     | 1     | 0        | 2           | .000  | 81    | 18.2     | 26       | 2           | 4        | 0     | 0        | 17       | 0     | 0        | 11    | 9        | 4.34     | 1.61    |
| 2012      | 楽天      | 8     | 0     | 0     | 0     | 0        | 0     | 0     | 0        | 0           | ----  | 44    | 9.1      | 14       | 0           | 1        | 0     | 2        | 6        | 1     | 0        | 5     | 5        | 4.82     | 1.61    |
| 通算：7年 | 通算：7年 | 98    | 12    | 1     | 1     | 1        | 5     | 5     | 0        | 4           | .500  | 736   | 169.0    | 199      | 18          | 42       | 2     | 7        | 97       | 3     | 1        | 83    | 68       | 3.62     | 1.43    |

### 記録
- 初登板：2005年6月9日、対横浜ベイスターズ6回戦（横浜スタジアム）、2回裏1死から2番手で救援登板、2回2/3を1失点
- 初奪三振：同上、3回裏に村田修一から空振り三振
- 初ホールド：2005年6月22日、対千葉ロッテマリーンズ7回戦（千葉マリンスタジアム）、7回裏に4番手で救援登板、1/3回を1失点
- 初先発登板・初勝利・初先発勝利：2006年4月21日、対千葉ロッテマリーンズ4回戦（札幌ドーム）、7回0/3を2失点
- 初完投勝利・初完封勝利：2006年8月8日、対福岡ソフトバンクホークス13回戦（福岡Yahoo! JAPANドーム）

### 背番号
- 33 （2005年 - 2007年）
- 35 （2008年 - 2011年）
- 38 （2012年 - 2013年）